# Si Mahdjoub
Si Mahdjoub (în arabă سى المحجوب) este o comună din provincia Médéa, Algeria.
Populația comunei este de 8.397 de locuitori (2008).